# Coldstream
Coldstream (in gaelico scozzese An Sruthan Fuar, in scots Cauldstream; letteralmente "Il Ruscello Freddo") è una cittadina delle Lowlands, nel sud della Scozia, appartenente all'area amministrativa degli Scottish Borders.
Coldstream è la sola cittadina nella Gran Bretagna a donare il suo nome a un reggimento, quello delle Coldstream Guards.